# General Catalogue of Variable Stars
O General Catalogue of Variable Stars (Catálogo Geral de Estrelas Variáveis, ou abreviado como GCVS) é um catálogo de estrelas variáveis. Sua primeira edição, contendo 10 820 estrelas, foi publicada em 1948 pela Academia de Ciências da URSS e editada por B. V. Kukarkin e P. P. Parenago. A segunda edição foi publicada em 1958 e a terceira em 1968. A quarta edição, em três volumes, foi publicada em 1985–1987, contendo 28 435 estrelas. Um quarto volume da quarta edição foi mais tarde publicado contendo tabelas de referências, e também um quinto volume contendo estrelas variáveis fora da Via Láctea.
A edição mais recente do catálogo (GCVS v5.1) contém dados de 52 011 estrelas variáveis descobertas e nomeadas até 2015, incluindo estrelas até a 81ª Lista de Nomes de Estrelas Variáveis. Ele também inclui o New Catalogue of Suspected Variable Stars (NSV), um catálogo de estrelas variáveis não confirmadas. Para cada objeto, o catálogo contém informações de posição, características da curva de luz (como período e amplitude), classificação, entre outros. O catálogo está disponível de forma eletrônica no site do GCVS e no portal VizieR do Centre de données astronomiques de Strasbourg.